# Beratungsstelle
Beratungsstelle ist eine Sammelbezeichnung für Einrichtungen, welche unterschiedliche Arten von Unterstützung und Hilfestellung anbieten, die sich nach Anliegen der Ratsuchenden, Gesprächsformen und Zielsetzung differenzieren lassen.
Von den Extremen aus betrachtet, ließe sich ein Bogen von der reinen Sachberatung bis zur psychosozialen Krisenintervention spannen. Dazwischen gibt es vielfältige Übergangs- und Mischformen. Es gehört zu den Grunderfordernissen einer komplexen, sich zudem im Dauerumbruch befindlichen Gesellschaft, Beratungsangebote für den Fall von
- Wissensdefiziten,
- schwierigen Entscheidungen,
- persönlichen Lebenskrisen,
- Konflikten in Partnerschaft und Familie,
- oder Problemen in Ausbildung und Beruf

zu entwickeln und anzubieten. Beratung soll Orientierung und Neuorientierung ermöglichen, Kompetenzen und Ressourcen entfalten helfen, Zukunftsperspektiven eröffnen. Die staatliche Förderung einer Vielzahl von Beratungsstellen trägt dieser Notwendigkeit Rechnung. Neben der Fachlichkeit stellt also der Gesellschaftsbezug ein Charakteristikum für die Arbeit einer Beratungsstelle dar. Zur Erfüllung ihrer Aufgaben verfügt sie über qualifiziertes Personal und eine der Arbeit dienliche räumliche und sachlich-materielle Ausstattung. Eine Beratungsstelle soll möglichst ohne bürokratische und finanzielle Hürden (niedrigschwellig) zugänglich sein.
Beratung hat sich einer Paradoxie zu stellen: zu unterstützen, ohne zu bevormunden. Eine entsprechende Haltung dauerhaft sicherzustellen erfordert mehr als die fachliche Qualifikation und ethische Selbstverpflichtung der beratenden Person. Die Organisation der Beratungsstelle, auf die unten eingegangen wird, muss entsprechend gestaltet sein.

## Spezielle Beratungsstellen
Beratungsstellen mit speziellem Auftrag, meist basierend auf einer Rechtsgrundlage:
- Erziehungs- und Familienberatungsstelle
- Ehe-, Familien- und Lebensberatungsstelle
- Beratung für Väter
- Drogenberatungsstelle oder Suchtberatungsstelle
- Jugendberatungsstelle
- Polizeiliche Beratungsstelle
- Migrationsberatungsstelle
- Schulberatungsstelle
- Schwangerschaftskonfliktberatung (fällt unter unterschiedliche Trägerschaften, so können diese Beratungsstellen auch unterschiedliche Namen haben)
- Seniorenberatungsstelle, auch für Angehörige Älterer, in Baden-Württemberg oft nach einem Programm des Sozialministeriums IAV-Stellen genannt, weil sie Informationen gibt, Anlaufstelle ist und Hilfen vermittelt. Meistens beim Landkreis angesiedelt. Beratungsstellen für Ältere, aber auch für Behinderte – und kranke Menschen.
- Gesundheitsberatung (z. B. in Bezirksämtern)
- Sexualberatungsstellen
- Hilfetelefon „Gewalt gegen Frauen“, bundesweites Beratungsangebot für von Gewalt betroffene Frauen[1]
- Blended Councelling Angebote, die Online- und Präsenzberatung verknüpfen, z. B. "Projekt Rauchmelder[2]" in der Drogenberatung

## Trägerschaft, Struktur, Organisation und Fachlichkeit von Beratungsstellen
Beratungsstellen befinden sich in Trägerschaft von Kommunen, Kirchen, Verbänden oder Vereinen (siehe auch freier Träger). Sie können eng an eine Institution angebunden und in deren Aufgabenspektrum verwoben sein (z. B. die Studienberatung an Universitäten). Einige sind eher spezialisiert (z. B. Beratung und Therapie für Opfer von Gewalt, für Flüchtlinge, auf Suchtkrankenberatung, Schwangerenberatung, Sexualberatung und vieles mehr), andere sind eher offen für ein breites Spektrum von Fragen, Themen und Anlässen (allgemeine Lebensberatung, Gesundheitsberatung). Viele Beratungsstellen arbeiten auf der Basis expliziter Richtlinien. Ihr Angebot und ihre fachlichen Arbeitsweisen sind von daher transparent und unterliegen einer Kontrolle durch Träger, Fachverbände und politische Öffentlichkeit.
Als ein Modell dafür kann die institutionelle Erziehungsberatung dienen. Für sie regelt u. a. die „Bundeskonferenz für Erziehungsberatung“ (BKE) Aufgaben, Organisation und Struktur; man kann hier von formalisierten „Regeln fachlichen Könnens“ und in diesem Sinne von Standards sprechen. Darin findet sich unter anderem die personelle Ausstattung der Einrichtung beschrieben, zu der ein Team verschiedener Berufsgruppen (Psychologie, Pädagogik, Sozialarbeit/Sozialpädagogik) mit einer für die Tätigkeit qualifizierenden therapeutischen Zusatzausbildung (Kindertherapie, Paarberatung, Gesprächspsychotherapie, systemische Familientherapie, psychoanalytische Fokalberatung usw.) gehört. Zu den Standards zählen weiterhin die Verschwiegenheit der Gespräche, ihre Kostenlosigkeit für Ratsuchende sowie der freie Zugang. Alle Mitarbeiter-/innen einer Erziehungsberatungsstelle sind zu Supervision und kontinuierlicher Fortbildung verpflichtet. In den letzten Jahren hat es sich eingebürgert, in solchen Fällen von institutioneller Beratung zu sprechen. Mit der Bezeichnung „institutionell“ soll der gesellschaftliche Auftrag und die Verpflichtung auf zentrale gemeinschaftliche Grundwerte – mit dem Kindeswohl im Zentrum – unterstrichen werden. Das Kinder- und Jugendhilfegesetz (SGB VIII) formuliert Grundlagen für den Anspruch, den Kinder, Jugendliche und Eltern auf Beratung haben, sehr differenziert; es beschreibt gleichzeitig Aufgaben von Beratung im System der Familien- und Jugendhilfe.
Zu den Verpflichtungen einer Erziehungsberatungsstelle zählen neben den Gesprächen mit Einzelnen, Paaren und Familien die Diagnostik, etwa bei kindlichen Wahrnehmungs- oder Sprachproblemen, sowie die Prävention. Zu letzterer gehört die Kooperation mit Einrichtungen der Jugendhilfe, des Erziehungs- und Gesundheitswesens, weiterhin die Öffentlichkeitsarbeit. Die Leistungen einer Beratungsstelle werden evaluiert. Eine Vielzahl wissenschaftlicher Studien beschäftigt sich mit der Wirksamkeit und den Wirkfaktoren beraterischer Prozesse; sie tragen auf diesem Wege zur Transparenz der Praxis sowie zur Qualitäts(weiter)entwicklung bei. Letzteres gilt auch für den Bereich der Ehe- und Lebensberatung.
Zur traditionellen Form des Beratungsgesprächs, bei der Ratsuchende und Berater-/in sich unmittelbar begegnen, sind in den letzten Jahren neue Modi hinzugekommen. Beratung via Internet zählt dazu – sie schließt an eine Tradition an, wie sie etwa für die Telefonseelsorge charakteristisch ist. Eine weitere Beratungsform ist das Blended Councelling, bei dem die jeweiligen Vorteile der Online- und Präsenzberatung genutzt werden können. Mit der gesellschaftlichen Entwicklung kommen neue Themen auf, Mobbing-, Outplacementberatung oder Coaching sind hier zu nennen. Auch die Trennungs- und Scheidungsberatung spielt eine zunehmend große Rolle und bringt neue Beratungsformen hervor, etwa die Mediation als eigenständiges Unterstützungsverfahren.